# Kristóf Rasovszky
Kristóf Rasovszky (Veszprém, 27 de março de 1997) é um nadador húngaro, medalhista olímpico na maratona aquática.

## Carreira
Rasovszky conquistou a medalha de prata nos Jogos Olímpicos de Verão de 2020 em Tóquio na prova de maratona aquática 10 km com a marca de 1:48:59.0. Em 2021, ele ganhou a medalha de bronze no evento de revezamento por equipe no Campeonato Aquático Europeu de 2020, realizado em Budapeste, Hungria.
No Campeonato Europeu de Esportes Aquáticos de 2022, realizado em agosto em Roma, Itália, Rasovszky ajudou a terminar em 59:53.9 no revezamento misto em águas abertas, ancorando o revezamento a uma vitória pela medalha de prata, atrás apenas da equipe vencedora da medalha de ouro da Itália.
Após terminar em quarto lugar nos 10 quilômetros de natação em águas abertas na terceira etapa da FINA Marathon Swim World Series de 2022, realizada no mesmo mês do Campeonato Europeu no Lago Mégantic em Lac-Mégantic, Rasovszky ficou em primeiro lugar com base em seus resultados nas três primeiras etapas do circuito da World Series. Na quinta e última etapa da World Series, realizada três meses depois em Eilat, ele ficou em quarto lugar nos 10 quilômetros de natação em águas abertas com um tempo de 1:46:45.40 e empatou com Gregorio Paltrinieri da Itália na posição geral de competidor masculino com maior pontuação.
Na segunda etapa do FINA Open Water Tour de 2023, realizada em maio em Golfo Aranci, Itália, Rasovszky venceu os 10 quilômetros de natação em águas abertas com um tempo de 1:47:17.60, dividindo o pódio com Domenico Acerenza da Itália (medalhista de prata) e Oliver Klemet da Alemanha (medalhista de bronze). Uma etapa antes, realizada também em maio apenas no Egito, ele ficou em quarto lugar no mesmo evento com um tempo de 1:52:55.00. Mais tarde no mês, no segundo dia da etapa do tour em Setúbal, ele contribuiu para um tempo final de 1:24:13.10 no revezamento misto de águas abertas 4x1500 metros para ajudar a ganhar a medalha de ouro.
Nos Jogos Olímpicos de Verão de 2024, conseguiu a medalha de ouro na prova dos 10 km em águas abertas.